# Йозеф Ланер
Йозеф Ланер (Joseph Lanner; * 12 април 1801 във Виена; † 14 април 1843 в Дьоблинг при Виена) e австрийски композитор, виолинист и диригент.
Смятан е за съосновател на виенския валс наред с Йохан Щраус (баща).
Роден е в къща на Мехитаристенгасе № 5 в 7-и район (бецирк) на Виена. Започва като дете да композира и учи цигулка. На 12 години влиза в оркестъра на учителя си Михаел Памер, където се запознава и сприятелява по-късно с Йохан Щраус-син. По-късно ръководи оркестър. През 1829 г. става музикаален директор на Редута. По-късно ръководи и Виенската полкова капела. След това работи като музикален директор в хотели.
Умира през 1843 г. на 42 години от тиф в къщата на Гимназиумщрасе № 87 в 18-и бецирк. Погребан е първо в Обердьоблинг, а през 1904 г. след ексхумация е погребан във Виенското централно гробище в почетен гроб (група 32 А, номер 16).
Йозеф Ланер е много продуктивен компонист. Пише преди всичко валсове, лендлер, галопи, потпури, танци, маршове и оперета. Най-известните негови валсове са Pesther Walzer, Die Werber, Die Hofballtänze и Die Schönbrunner.
Йозеф Ланер от 1828 г. e женен за Франциска Янс. Техните деца са балерината Катарина Ланер, композиторът Аугуст Ланер и също така надарената, рано починала Франциска Каролина Ланер (1836 – 1853). Ланер се развежда съдебно на 21 септември 1842 г. и от около 1838 г. живее с виенската месарска дъщеря Мари Краус. На 6 октомври 1843 г. в Обердьоблинг след смъртта му се ражда неговият син Йозеф Карл Мария Краус.
През 1894 г. във Виена улица „Дьоблинг“ (19-и бецирк) e наречена на него Lannerstraße.

## Творчество
Оперети
- Alt-Wien, премиера на Виенския Карлтеатър на 23 декември 1911.

Валсове
- Aeskulap-Walzer, за пиано-форте на 4 ръце, оп. 113 (1837)
- Die Schönbrunner op. 200
- Die Werber op. 103
- Die Mozartisten op. 196
- Trennungswalzer op. 19
- Krönungswalzer
- Die Kosenden
- Abend-Sterne op. 180
- Dampf-Walzer и Galopp оп. 94
- Vermählungs-Walzer
- Blumen der Lust
- Die Neapolitaner
- Hofball-Tänze op. 161
- Pesther Walzer op. 93
- Mille Fleurs
- Die Schwimmer
- Prometheus-Funken
- Grätzer Walzer

Лендлер
- Dornbacher Ländler op. 9
- Kirchweih
- Blumenfest

Галопи
- Hollabrunner
- Carriére

Потпури
- Capriciosa
- Musikalische Revue
- Die entfesselte Phantasie
- Musikalische Reisebilder